# Vilhelm Hising
Vilhelm Hising, född 21 november 1731 i Sankt Nikolai församling, Stockholm, död 9 januari 1780 i Skinnskatteberg, Västmanland, var en svensk brukspatron vid Skinnskattebergs och Baggå bruk. 

## Biografi
Vilhelm Hising var son till bruksägaren och riksdagsmannen Mikaël Hising (1687-1756) av släkten Hising och Margareta Frodbom; morfadern var vinhandlare i Stockholm, och fadern var ättling till Bureätten.
Hising lät uppföra såväl Skinnskattebergs herrgård som Älvestorps herrgård. På den senare bodde han fram till år 1777. 
Vilhelm Hising var gift med Barbara Fabrin, vars far var lektor i Karlstad. Deras barn Wilhelm Hisinger adopterades på sin farbror Johan Hisingers adliga ätt.